# Ivan Gélugne

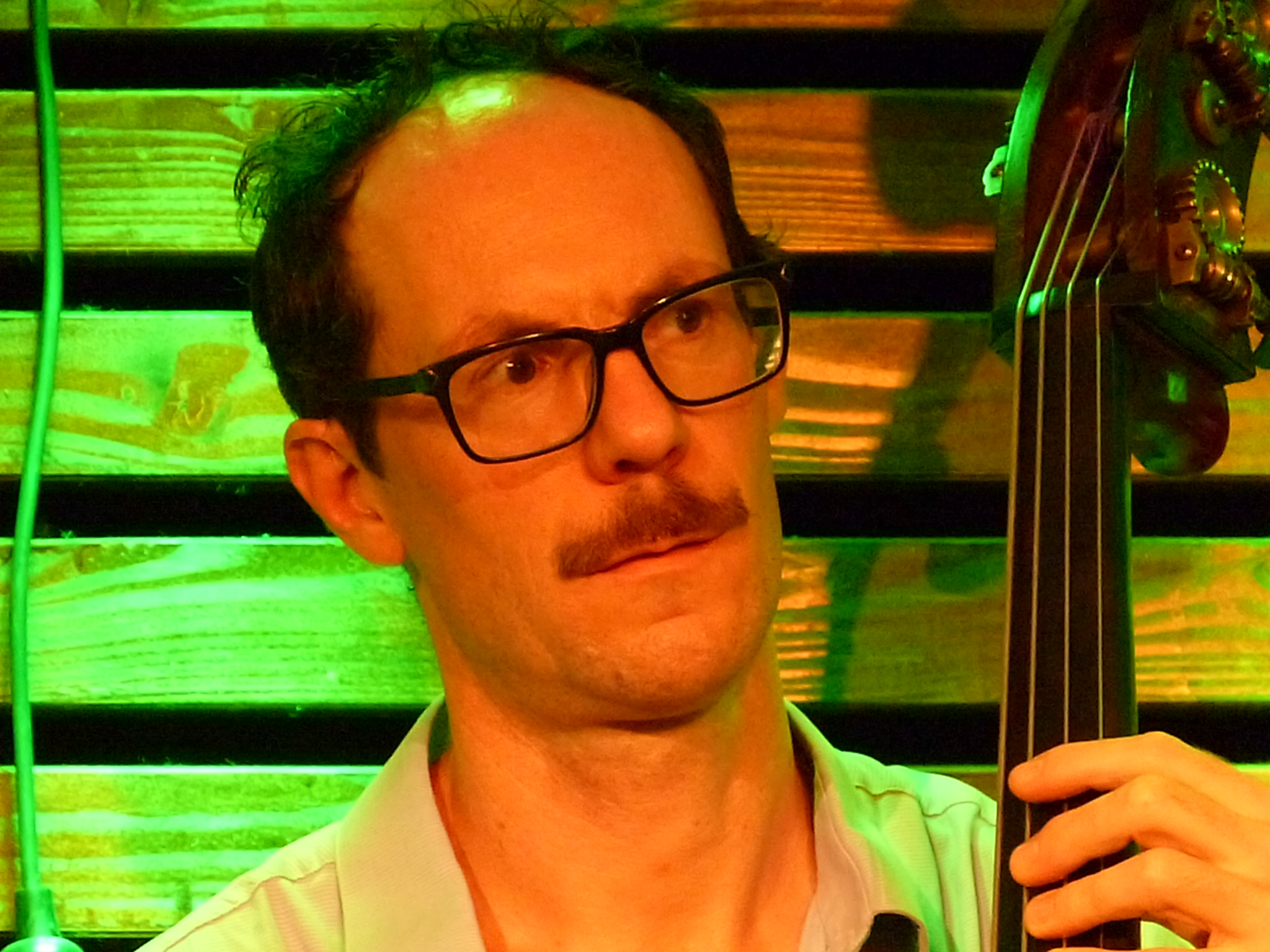
Ivan Gélugne (2021)

Ivan Gélugne (* 1976) ist ein französischer Jazz- und klassischer Musiker (Kontrabass).

## Wirken
Gélugne spezialisierte sich auf den Kontrabass und gewann nacheinander sowohl im Jazz- als auch im Klassikbereich Auszeichnungen zum Examen; zusätzlich wurde er von Joëlle Léandre, Riccardo Del Fra, Daniel Krammer, Francois Rossé und Thierry Barbé unterrichtet. Er hatte auch die Möglichkeit, unter der Leitung von Georges Prêtre, Francois Xavier Roth, Jacques Mercier oder Stéphane Cardon zu arbeiten.
Nach mehreren Jahren, in denen er an zahlreichen Projekten, auch im Bereich der Klassik teilnahm, schloss er sich 2004 dem Quartett des Saxophonisten Émile Parisien an, das 2009 mit einem Victoire du Jazz als „französische Neuentdeckung des Jahres“ ausgezeichnet wurde und 2019 den Preis der Deutschen Schallplattenkritik erhielt. Mit diesem Quartett ist er seitdem weltweit aufgetreten und hat mit ihm bisher fünf Alben veröffentlicht. Weiterhin ist er Mitglied des Hardbop-Quintetts Tourtiers und der Mallet-Horn Jazz Band, mit der er 2015 das gleichnamige Album veröffentlichte. Zudem hat er mit dem Geiger Théo Ceccaldi dessen Album Petite Moutarde aufgenommen.

## Weblinks

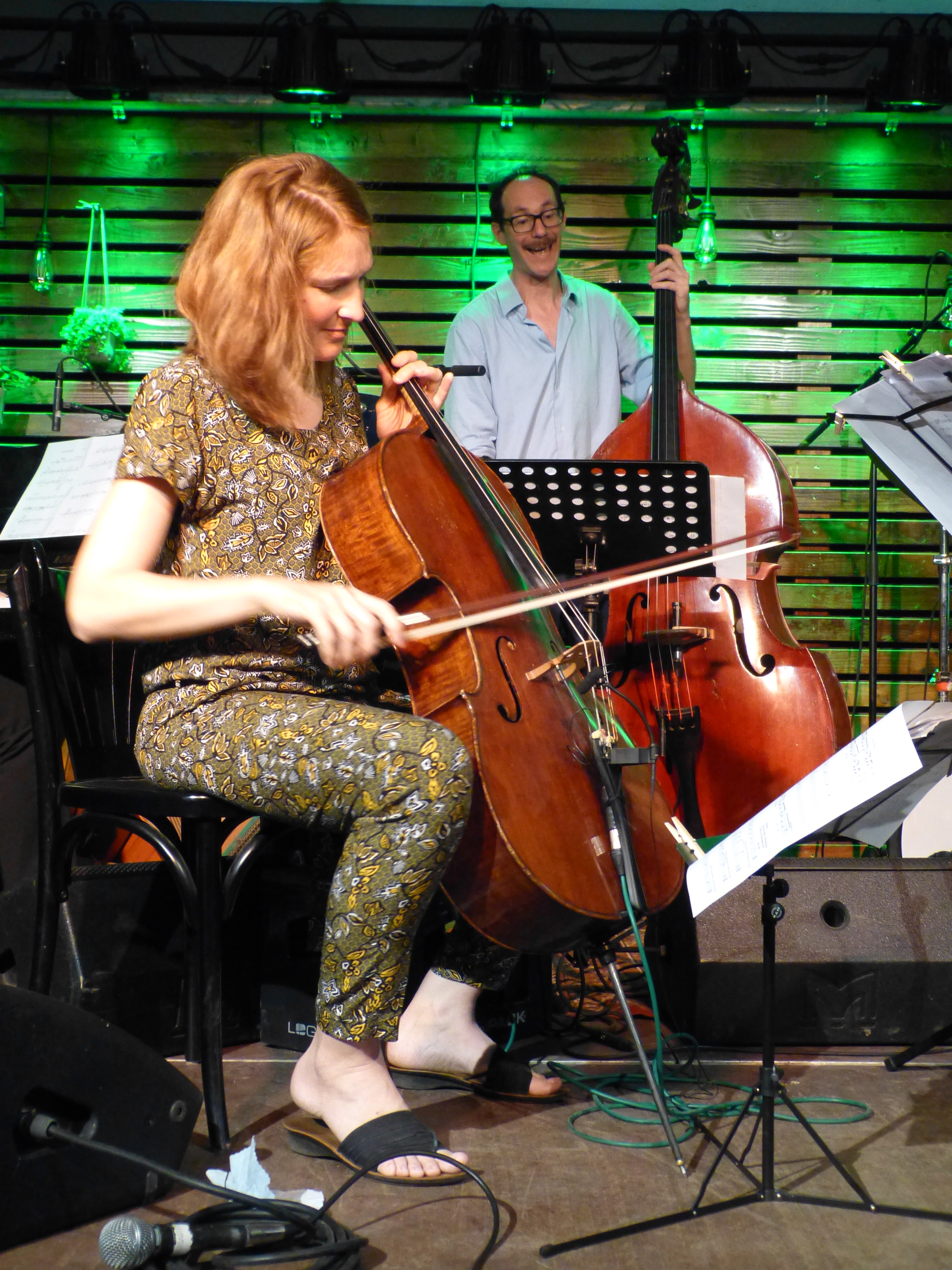
Ivan Gélugne und Elisabeth Coudoux in Köln (Juni 2021)